# Ralph Johnson (Schiff)
Die Ralph Johnson, auch USS Ralph Johnson (Kennung: DDG-114), ist ein Lenkwaffenzerstörer der Arleigh-Burke-Klasse (Flight IIA) der United States Navy.

## Geschichte

### Name
Namensgeber des Schiffes ist Ralph H. Johnson. Johnson wurde am 20. April 1970 mit der Medal of Honor, der höchsten Auszeichnung der Streitkräfte der Vereinigten Staaten durch Richard Nixon ausgezeichnet. Im März 1968, während des Vietnamkrieges, warf er sich auf eine Handgranate und schütze somit seine Kameraden des Marine Corps. Er starb sofort an den Folgen der Verwundung.

### Bau
Nachdem von der Zumwalt-Klasse nur drei Zerstörer hergestellt worden waren, entschied sich die USN neue Burkes anzuschaffen. DDG-114 wurde 2011 bei Ingalls Shipbuilding in Pascagoula, Mississippi bestellt. SECNAV Raymond Edwin Mabus gab im Februar 2012 bekannt, dass das Schiff nach Ralph Johnson benannt werden soll. Die Kiellegung fand am 12. September 2014 statt. Eineinhalb Jahre später wurde es vom Stapel gelassen. Am 2. April 2016 wurde der Zerstörer von Georgiana McRaven, der Frau von William H. McRaven, getauft. Eigentlich sollte das Schiff im August 2016 geliefert werden, allerdings gab es Lieferschwierigkeiten und somit wurde DDG-114 erst gegen Ende des Jahres 2017 geliefert. Das Schiff wurde am 24. März 2018 in Dienst gestellt.